# Blam!
Blam! ist eine Fernsehserie, die sich mit den Geschicken einer Rock-’n’-Roll-Band in München Mitte der 80er Jahre befasst. Sie lief erstmals ab Oktober 1985, es existieren insgesamt dreizehn Folgen mit Titeln wie viel zu viel und viel zu heiß zu je 25 Minuten. Kennzeichnend für die Serie, die im ARD-Vorabendprogramm von lief, waren zum Teil surreale Handlungsstränge mit magischen Elementen, 1980er-Jahre-Musik (produziert von Lothar Meid) und junge, weitgehend unbekannte Darsteller. Vieles dabei atmete noch den Geist der Neuen Deutschen Welle, die damals ihren Höhepunkt bereits überschritten hatte.

## Charaktere und Darsteller
Die fünf Hauptcharaktere, die in jeder Folge vorkommen, waren die fünf Bandmitglieder:
- Lili (Saxophon), gespielt von Sissy Kelling
- Panda (Gitarre), gespielt von Sebastian Deutschmann
- Terry (Gesang), gespielt von Sigi Hümmer
- Felix (Bass), gespielt von Michael Sailer
- Bruno (Schlagzeug), gespielt von Jürgen Tonkel

Dazu, neben einer großen Zahl stets wechselnder Darsteller, noch ein paar Nebenfiguren, die immer wieder vorkamen:
- Lukas D. Bleistein, Chef von Hip Records und Gegenspieler der Band, gespielt von Frank Jürgen Krüger
- Herbert Hiebert, sein Agent und Gehilfe, gespielt von Andreas Olshausen
- Dolores, die Sekretärin Bleisteins, gespielt von Dolly Dollar
- Marina, Wirtin im Stammlokal von Blam!, gespielt von Veronika von Quast

## Musik
Die Darsteller der Musikgruppe waren tatsächlich Musiker. So waren z. B. Sigi Hümmer (oder Sigi Pop) und Michael Sailer beide Mitglieder der Münchner Punkband Marionetz, die 1984 ihr zweites Album Vierzehn veröffentlichten, Jürgen Tonkel Schlagzeuger bei der Starnberger Punkband A+P.

## Rezeption
Die Serie wurde in der Zeit ihres Entstehens nicht gerade enthusiastisch aufgenommen. Auf 1980er-Jahre-Seiten wird allerdings immer wieder nach ihr gefragt, und es scheint sich allmählich eine gewisse Fangemeinde zu sammeln. Dafür ist vermutlich der spezielle Charakter und das zeittypische Setting verantwortlich. Die Serie wurde nie wiederholt.